# Брещени
 Тази статия е за селото в Гърция.  За селото в Република Македония вижте Брещани.  
Брèщени или Брèщани (произношение в местния говор Брèшчени, на гръцки: Αυγή, Авги, до 1926 година Μπρέστενη/Μπρέστανη, Брестени/Брестани, до 1929 година Криа Нера) е село в Егейска Македония, Република Гърция, дем Костур, област Западна Македония.

## География
Селото е разположено в Костурската котловина, в областта Нестрамкол, югозападно от демовия център Костур (Кастория) и на 6 километра западно от Хрупища (Аргос Орестико).

## История

### Етимология
Името на селото е от местното име *Брест, като tj в костурския говор стандартно дава шч.

### Неолит
На 500 m северозападно от Брещени е разкрито неолитно селище, съществувало 1000 години от 5500 до 4500 година пр.н.е.

### В Османската империя
В XV век в Брешани са отбелязани поименно 45 глави на домакинства. В османските данъчни регистри от средата на XV век Брещани е споменато с 35 глави на семейства и петима неженени: Райко, Койо, Стайко, папа Букре, Михо, Богдан, Степан, Богоя, Яно, Мано, Калоян, Васил, Крузел (?), Димо, Манко, Гон, Никола, Калоян, Йорг, Васил, Димо, Андрия, Коста, Кирк, Михо, Бело, Урош, Стайо, Яно, Коста, Никола, Мано, Никола, Тодор, Йорг, Коста, Никола, Васил, Димо, Йорг, Стамат, Тодор, Яно, Койо, Татул, Йорг, Тодор, Папа Яно, Балабан, Никола, Никола, Гьорче, Йорг, Гуре, Димо, Петру, Дапче, Михал, Коста и Стайо, и две вдовици Мара и Мара. Общият приход за империята от селото е 3982 акчета.
Църквата в селото „Свети Димитър“ е от XVIII век.
Александър Синве ("Les Grecs de l’Empire Ottoman. Etude Statistique et Ethnographique"), който се основава на гръцки данни, в 1878 година пише, че в Брестани (Brestani) живеят 600 гърци. Според статистиката на Васил Кънчов („Македония. Етнография и статистика“) в 1900 година Брешчени има 180 жители българи християни и 125 турци.
На Етнографската карта на Битолския вилает на Картографския институт в София от 1901 година Брещани е смесено българо-влашко-турско село в Костурската каза на Корчанския санджак с 50 къщи.
В началото на XX век християнското население на Брещани е под върховенството на Цариградската патриаршия. По данни на секретаря на Българската екзархия Димитър Мишев („La Macédoine et sa Population Chrétienne“) в 1905 година в селото има 120 българи патриаршисти гъркомани.
Според Георгиос Панайотидис, учител в Цотилската гимназия, в 1910 година във Врестено (Βρέστενο) има 40 семейства, от които 15 „християни“, тоест гъркомани и „схизматици“, тоест екзархисти. Мюсюлманите според него говорят развален турски с турски корени и български окончания.
Според Георги Константинов Бистрицки Брещени преди Балканската война има 30 български и 20 турски къщи.
На етническата карта на Костурското братство в София от 1940 година, към 1912 година Брещенъ е обозначено като турско селище.

### В Гърция
През войната в селото влизат гръцки части и в 1913 година вследствие на Междусъюзническата война попада в Гърция. Селяните произвеждат жито, леща и тютюн.
Боривое Милоевич пише в 1921 година („Южна Македония“), че Брешчани (Брешћани) има 28 къщи славяни християни и 27 къщи турци.
През 20-те години мюсюлманските му жители се изселват и на тяхно място са настанени гърци бежанци от Турция, които в 1928 година са 95 или според други данни 39 семейства и 143 души.
През 1926 година селото е прекръстено на Криа Нера, в превод студени води, но тъй като и съседното село Лудово е прекръстено на Криа Нера, в 1929 година Брещени става Авги - в превод зора. По време на Гръцката гражданска война селото пострадва значително – 17 души от българските жители на селото загиват, а 127 емигрират в България и другите социалистически страни. В селото остават около 50 жители с български произход.
| Име       | Име      | Ново име   | Ново име   | Описание                                        |
| --------- | -------- | ---------- | ---------- | ----------------------------------------------- |
| Парлецина | Πασλίτσα | Аскос      | Ασκός      | местност СИ от Брещени                          |
| Корито    | Κορίτνο  | Скафи      | Σκάφη      | местност СИ от Брещени (Гиздария)               |
| Бавина    | Μπάβινα  | Сиганорема | Σιγανόρεμα | река, приток на Галешово, минаваща С от Брещени |
| Тополка   | Τοπάλκα  | Левкади    | Λευκάδι    | местност СИ от Брешени                          |

| Година    | 1913 | 1920 | 1928 | 1940 | 1951 | 1961 | 1971 | 1981 | 1991 | 2001 | 2011 | 2021 |
| --------- | ---- | ---- | ---- | ---- | ---- | ---- | ---- | ---- | ---- | ---- | ---- | ---- |
| Население | 317  | 312  | 265  | 433  | 271  | 264  | 210  | 209  | 222  | 204  | 159  | 129  |

## Личности
Родени в Брещени
- Андон Брещенски (? – 1907), костурски районен войвода на ВМОРО
- Вангел Попхристов (? – 1907), костурски районен войвода на ВМОРО
- Елевтерия Пасова, емигрантка от Гражданската война в България; пише молба до ЦК на БКП в 1956 година да бъде разрешено на брат ѝ Пандо Сотиров, емигрант в Ташкент да дойде да живее в България, тъй като от малки са имали желание един ден да дойдат в Българияно, но ѝ е отказано[24]
- Кирко Георгиевски (1921 – 1948), гръцки комунист, приема леви убеждения под влиянието на брат си Коста; лежи три месеца в затвора по време на диктатурата на Метаксас през 1938 година; влиза един сред първите в редиците на ЕАМ по време на Втората световна война; след предателство е арестуван и осъден на 20 година затвор, от Атина е прехвърлен в Италия, а от там е изпратен в лагер в Германия; след капитулацията на Германия се завръща в Гърция; през 1946 година е доброволец в редовете на ДАГ; завежда разузнавателната секция на 14 – та пехотна бригада, загива край село Желин през юли 1948 година[25]
- Коста Георгиевски (1916 – 1947), гръцки комунист, в 1938 година по време на диктатурата на Метаксас е арестуван и лежи в затвора в Хрупища; по време на окупацията на Гърция се присъединява към ЕАМ; в 1943 година се включва в ЕЛАС и става командир на партизанска единица; след Споразумението от Варкиза е преследван заедно със семейството си; доброволец е в ДАГ, загива на 26 юли 1947 година в Аграфа[25]
- Сидо Атанасов, преселник в Хрупища, български национален деец в Кавала и Драмско, в Кавала притежавал воденица; убит от гръцки терористи на пътя между двата града[26]
- Щерьо Ивановски, двамата му сина са обесени при нападението на маджирската банда на Андреас Пападополуос[27]